# ナカムラヤ (太田市)
株式会社ナカムラヤ（ナカムラヤ）は群馬県太田市の本町通りに本店がある書店。

## 概要
16世紀頃現在地で創業。1885年（明治18年）3月に書籍・文具を扱い始める。1904年に洋服部を新設。1935年の店員は16名。戦後は7年間米軍が接収した。1977年に3階建てに改築。改築後しばらくは本店は郊外店を含め県内でも2番目の規模の書店であった。1階・2階併せて売り場面積は180坪。店名がカタカナ書きなのは戦前からである。